# Hengqin
Hengqín (en chino, 横琴新区; pinyin, Héngqín Xīn Qū) es una isla perteneciente a la ciudad-prefectura de Zhuhai en la provincia de Cantón de la República Popular China. Tiene una población de unas 3.000 personas.
La isla entera se designa como una ciudad prefectura y nueva área,similar a la Nueva Área de Binhai en Tianjin y Nueva Área de Pudong en Shanghái.
Hengqín se encuentra junto a la isla de Taipa y la de Coloane, pertenecientes a Macao, y está conectada al sector de Cotai de Macao por el puente de Lotus.